# Рубанка (Коростенський район)

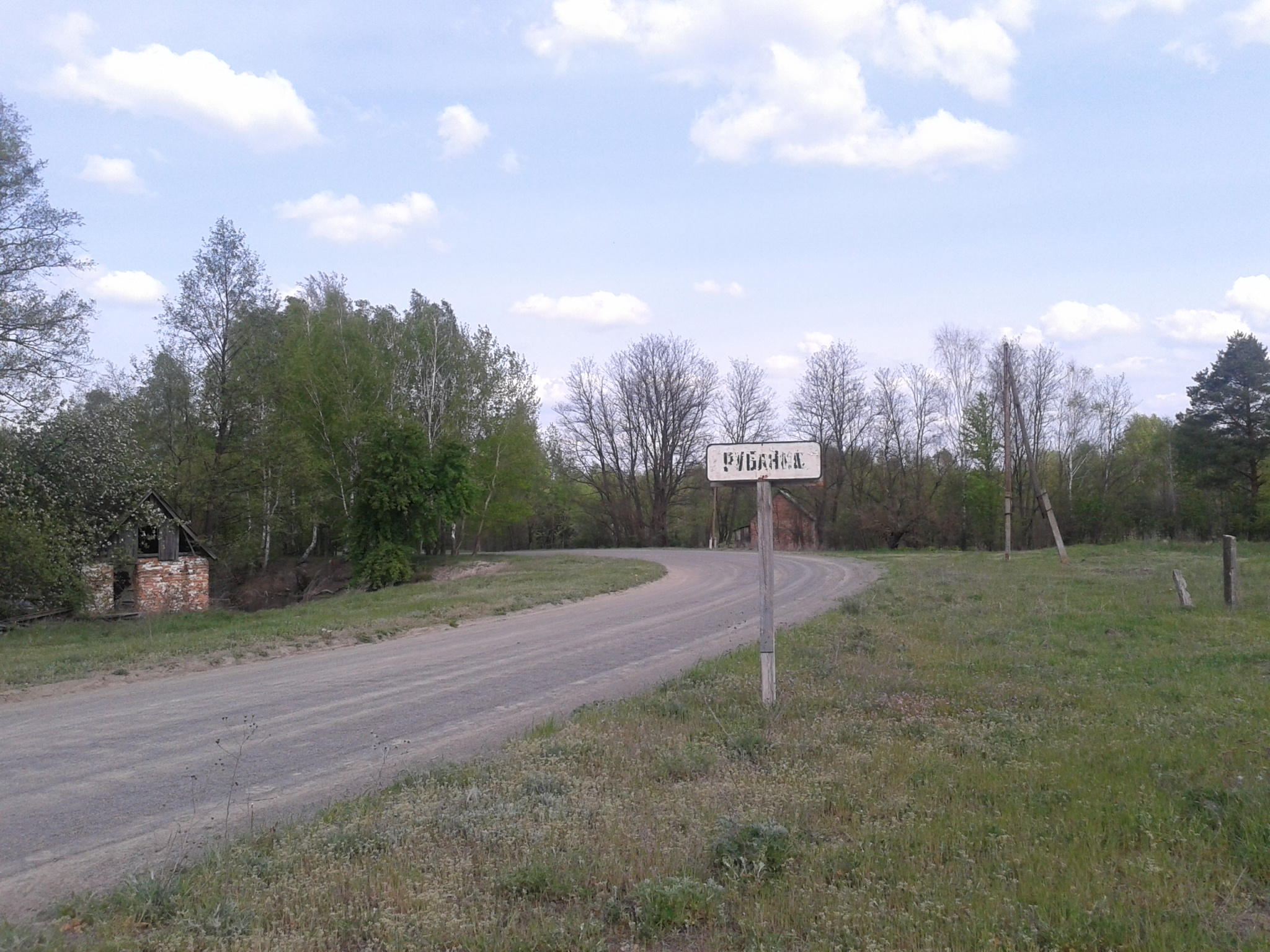

Ру́банка —  село в Україні, в Коростенському районі Житомирської області. Населення становить 33 осіб. Входить до складу Малинської міської громади.

## Населення

### Мова
Розподіл населення за рідною мовою за даними перепису 2001 року:
| Мова       | Кількість | Відсоток |
| ---------- | --------- | -------- |
| українська | 33        | 100%     |